# Il rapporto Pelican (film)
Il rapporto Pelican (The Pelican Brief) è un film del 1993 diretto da Alan J. Pakula, tratto dall'omonimo romanzo di John Grisham.

## Trama
Dopo che un assassino di nome Khamel ha ucciso due giudici della Corte Suprema, Jensen e Rosenberg, la studentessa di giurisprudenza della Tulane University Darby Shaw scrive una nota legale che descrive in dettaglio la sua teoria sul motivo per cui sono stati uccisi. Consegna il rapporto al suo professore di diritto e amante Thomas Callahan, un ex impiegato di Rosenberg, che a sua volta ne dà una copia al suo buon amico Gavin Verheek, consigliere speciale del direttore dell'FBI. Poco dopo, un'autobomba uccide Callahan, ma Darby evita la stessa sorte, perché l'ubriaco Callahan si è rifiutato di lasciare che Darby guidasse la sua macchina. Ora rendendosi conto che il suo rapporto era accurato, si nasconde e si rivolge a Verheek per chiedere assistenza.
Un informatore che si fa chiamare Garcia contatta il giornalista del Washington Herald Gray Grantham con informazioni sugli omicidi, ma scompare. Anche Darby contatta Grantham e questi verifica che le sue informazioni siano attendibili. Il computer, i dischi e i file di Darby scompaiono da casa sua. Viene aggredita in un hotel dove si nasconde. Sfugge all'attacco illesa, ma spaventata. Contatta e accetta di incontrare Verheek. Khamel lo uccide e ne prende il posto per l'appuntamento con Darby. Così si incontrano, ma prima che Khamel possa sparare, qualcuno uccide lui in mezzo alla folla.
Darby accetta di incontrare Grantham a New York, dove condivide la teoria espressa nel suo rapporto: gli omicidi sono stati compiuti per il magnate del petrolio Victor Mattiece, che intende sfruttare il petrolio che ha trovato sotto le paludi della Louisiana che è l'habitat di una sottospecie in via di estinzione di pellicani. Un ricorso al tribunale per negare a Mattiece i diritti di trivellazione dovrebbe raggiungere la Corte Suprema. Darby ha ipotizzato che Mattiece, sperando di ribaltare il caso a suo favore, sia dietro gli omicidi dei giudici; questi due giudici differiscono nelle loro opinioni su tutto tranne che sulla protezione dell'ambiente. In qualità di generoso collaboratore del Presidente, Mattiece si aspetta che nomini giudici che favoriscano lo sfruttamento del petrolio e del gas rispetto alle questioni ambientali, mentre il prossimo Presidente potrebbe non farlo. Quando Grantham le racconta di Garcia, scoprono che l'uomo è Curtis Morgan, un avvocato della divisione petrolio e gas presso lo studio legale White & Blazevich di Washington, DC.
Darby si reca allo studio fingendo di avere un appuntamento con Morgan. Le viene detto che Morgan è stato ucciso in una rapina due settimane prima. Sospettando che il suo omicidio fosse correlato alle informazioni incriminanti, lei e Grantham visitano la sua vedova, che alla fine dà loro la chiave di una cassetta di sicurezza. Darby va in banca e recupera il contenuto della scatola. Dopo essere sfuggiti a malapena a un'autobomba, raggiungono il Washington Herald, dove esaminano i documenti e una videocassetta recuperati dalla scatola di Morgan. Il nastro contiene la confessione di Morgan e i documenti confermano che Mattiece ha commissionato l'assassinio dei due giudici. Con queste prove, Grantham scrive la sua storia. Dà all'FBI la possibilità di replicare, così il direttore dell'FBI Voyles conferma che il "Rapporto Pelican" di Darby è stato consegnato alla Casa Bianca, che il presidente ha ordinato all'FBI di non indagare, e che la CIA sta indagando su Mattiece. È stato infatti un agente a uccidere Khamel per salvare la vita di Darby. Un aereo che l'FBI organizza per Darby la porta al sicuro nell'ambito del programma di protezione dei testimoni.
Qualche tempo dopo, Darby sta guardando un'intervista televisiva di Grantham. Mattiece e quattro dei suoi assistenti e avvocati sono stati incriminati, il capo dello staff del presidente Fletcher Coal si è dimesso e il presidente (che ha ricevuto 4,2 milioni di dollari in contributi da Mattiece) probabilmente non si candiderà per la rielezione. Grantham glissa alla domanda dell'intervistatore, per il quale Darby potrebbe non esistere e, con un doppio senso chiaro solo a Darby e lui (e allo spettatore) concorda sul fatto che sia "quasi" troppo in gamba per essere vera, facendo sorridere Darby.

## Incassi
Il film incassò 195.268.056 dollari. Negli Stati Uniti è il decimo film di maggior incasso della stagione 1993/1994 con oltre 100.768.056 dollari.